# Jenny Prinssay
Jenny Prinssay, née le 7 août 1771 à Goyave et morte le 4 mai 1824 à Paris, est une peintre française.

## Biographie
Jeanne Pauline Bouscaren est la fille de François Bouscaren et de Jeanne Élisabeth Mathieu.
En 1793, elle épouse à Valenton Alexis François Leroux de Prinssay (1771-1856). Le couple donne naissance à deux enfants, Marie Sophie (1798-1875) et François Hippolyte Leroux de Prinssay (1794-1891).
Elle expose au Salon de 1801 Paysage avec figures, et en 1814 Vues de la Martinique et de la Guadeloupe. 
Elle meurt à l'âge de 52 ans à Paris. Elle est inhumée le 6 mai 1824 au cimetière du Père-Lachaise